# Caxaltepec
Caxaltepec är en ort i Mexiko.   Den ligger i kommunen Cuetzalan del Progreso och delstaten Puebla, i den sydöstra delen av landet, 190 km öster om huvudstaden Mexico City. Caxaltepec ligger 643 meter över havet och antalet invånare är 259.
Terrängen runt Caxaltepec är varierad. Runt Caxaltepec är det tätbefolkat, med 383 invånare per kvadratkilometer. Närmaste större samhälle är Ciudad de Cuetzalan, 7,0 km sydväst om Caxaltepec. I omgivningarna runt Caxaltepec växer huvudsakligen savannskog.